# Congrégation de Saint-Pierre
Pour les articles homonymes, voir Saint-Pierre.
La congrégation de Saint-Pierre est une société bretonne d'ecclésiastiques et de laïcs ayant eu une existence éphémère de six années dans la première moitié du XIXe siècle ; ses membres se consacraient à l'étude de la théologie et de la philosophie. Elle a constitué un foyer de rencontre pour un grand nombre d'intellectuels autour de la question de l'évolution de la croyance face aux changements sociaux, non seulement dans le cas du christianisme mais aussi dans celui des autres religions. N'ayant pas obtenu la reconnaissance pontificale, la congrégation de Saint-Pierre est dissoute en 1834 par l'encyclique Singulari Nos.
Les idées développées durant ces années de travail collaboratif, parfois résumées par la formule d'école de pensée mennaisienne, ont contribué aux débats relatifs à la qualité de la formation des clercs, à la question du sens commun, à la prise en compte du sort des ouvriers, et à la place des traditions dans les changements brusques provoqués par la révolution industrielle.

## Les étapes de fondation de la congrégation

### La congrégation des prêtres de Saint-Méen (1825-1828)

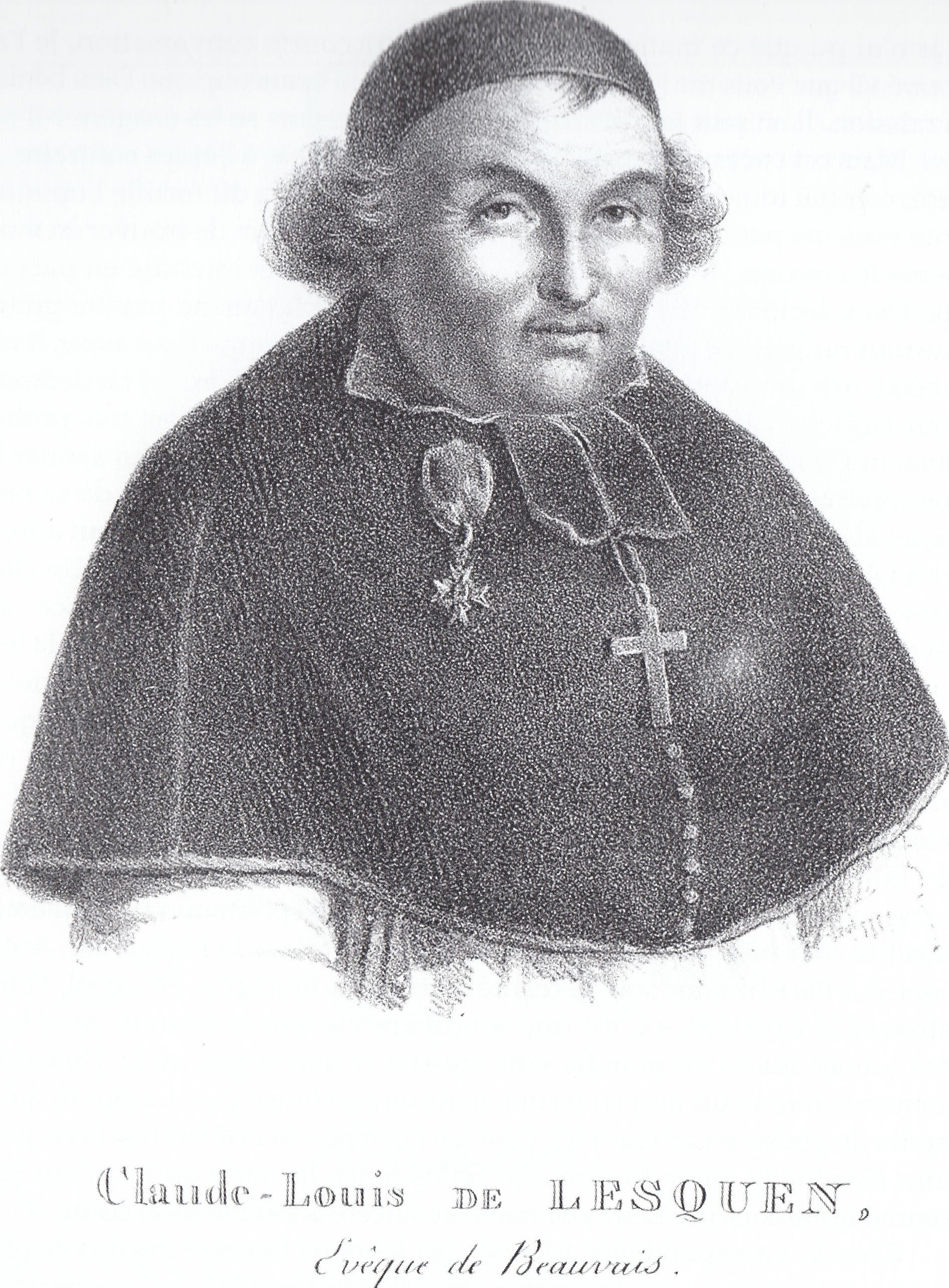
Claude-Louis de Lesquen, évêque de Rennes de 1825 à 1841.

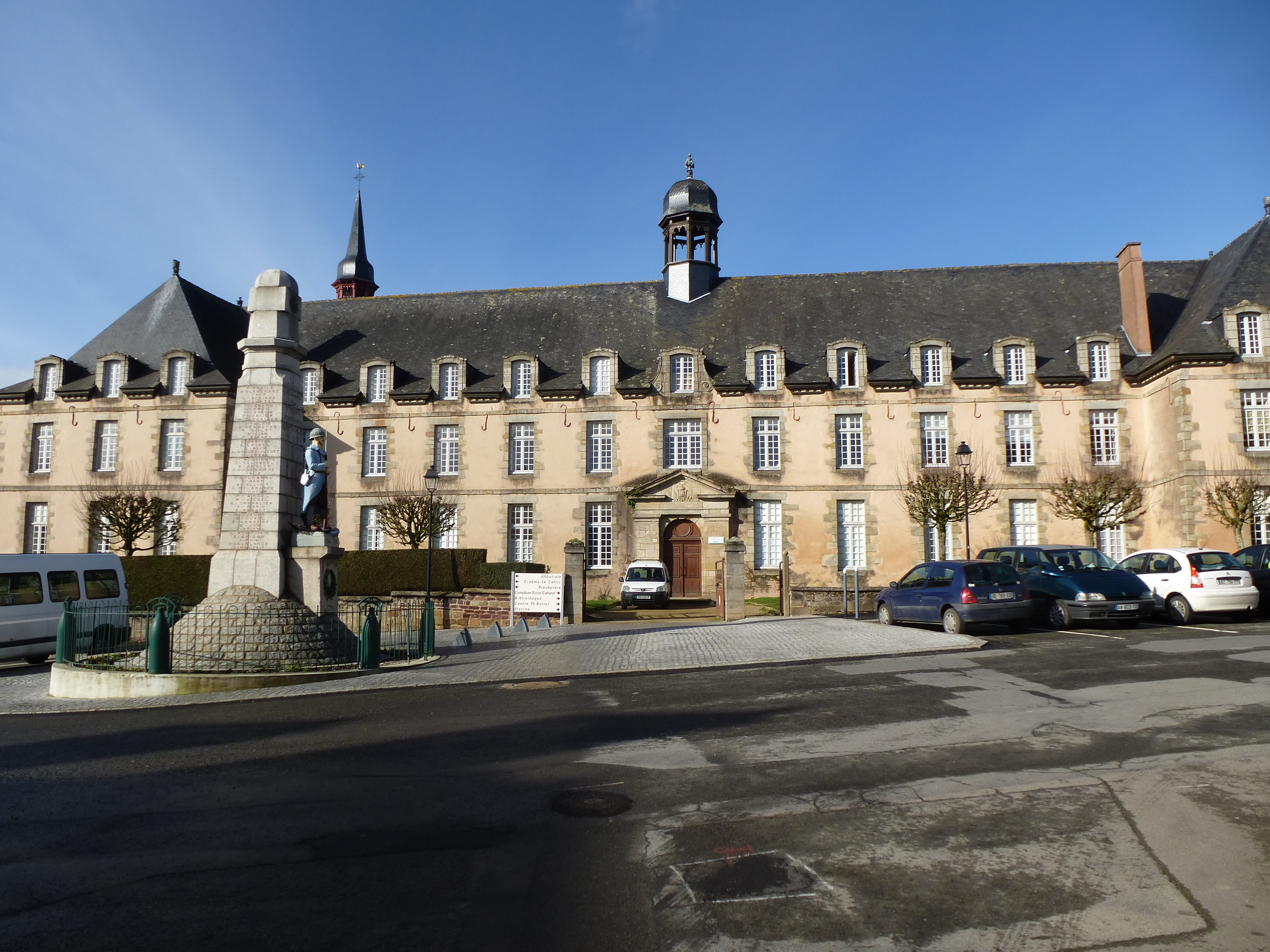
Bâtiments de l'ancienne abbaye de Saint-Méen le Grand réemployés en séminaire

La congrégation démarre de façon locale, dans le diocèse de Rennes. Il s'agit dans un premier temps, de la formalisation de deux collectifs de prêtres qui dirigeaient les missions diocésaines et le petit séminaire.
Le premier collectif, appelé les missionnaires de Rennes, a été fondé en novembre 1821, à l'initiative de l'évêque de Rennes, Charles Mannay et de plusieurs prêtres. Ce collectif regroupe des prêtres et des curés, qui réalisent des missions d'évangélisation, mais il n’y a pas de liens formels entre les membres, ils exercent leurs fonctions sacerdotales librement. Les missionnaires résident dans une partie de la maison et la chapelle des carmes déchaux, rue de Fougères à Rennes.
La question de la qualité d'accueil des prêtres en formation se pose, car les bâtiments du petit séminaire de Rennes sont devenus vétustes. En 1822, l'évêque de Rennes engage le déménagement du petit séminaire à Saint-Méen-le-Grand, dans les bâtiments de l’ancienne abbaye du même nom. Il nomme comme supérieur de l'établissement Tanguy Debreuil, qui est alors prêtre et principal du collège de Fougères. À la suite de problèmes financiers, face aux difficultés de recrutement des enseignants, l’abbé Jean-Baptiste Bouteloup, économe de la maison, lui conseille de chercher des collègues qui acceptent de travailler sans rétribution. Ils sont quatre à accepter, le travail n'est pas rémunéré, mais l’école se charge de leur entretien. Cependant, les conditions matérielles restent difficiles. Progressivement, le projet de devenir une association religieuse se fait sentir comme une nécessité, afin de renforcer le poids de l'établissement de formation des prêtres.
En 1825, l’abbé Tanguy Debreil rencontre Jean-Marie de la Mennais pour discuter de ces questions. Jean-Marie de la Mennais est alors vicaire général du diocèse et supérieur général des Frères de l'instruction chrétienne, de plus il connait bien le nouvel évêque de Rennes, Claude-Louis de Lesquen, ce qui fait de lui un interlocuteur privilégié, qui appuie leur projet de se constituer en association religieuse.
L’évêque accepte la création de la congrégation et demande à Jean-Marie de la Mennais de la diriger en tant que supérieur général, il est également chargé d'écrire les statuts, ainsi que les règles. Les prêtres associés à la création de cette congrégation sont : Joseph Tanguy Debreuil, Jean-Baptiste Bouteloup, Alexandre-Victoire-Fidèle Nogues. De plus, l’évêque de Rennes demande que les missionnaires fassent partie de l'ensemble ainsi formé, qui prend le nom de Congrégation des prêtres de Saint-Méen,. M. Coëdro est nommé premier assistant et supérieur des missionnaires, Tanguy Dubreil est nommé deuxième assistant et supérieur du petit séminaire de Saint-Méen, Jean-Baptiste Bouteloup conserve son poste d’économe.
Lors des retraites de 1825 et 1827, Jean-Marie de la Mennais ouvre des perspectives de travail qui se reflèteront dans les orientations de la congrégation de Saint-Pierre quelques années plus tard. Il énonce des idées novatrices, lorsqu'il explique que le but de la congrégation est de servir l’Église « non dans un diocèse seulement mais partout où la providence le permet », il insiste aussi sur la nécessité d’institutions « appropriées aux besoins du temps et comprenant un grand nombre d’hommes instruits »,.
L'institut a un fonctionnement centralisé, tout à fait semblable à celui des autres congrégations du XIXe siècle : une très grande importance accordée à l’autorité du supérieur général qui est responsable jusque dans le détail de l’ensemble de la vie quotidienne des religieux qui lui sont confiés. La congrégation est composée de prêtres, mais aussi de frères qui ont un rôle d’assistance dans l’administration de la congrégation.
La nouvelle de la fondation de la Congrégation des prêtres de Saint-Méen est vite connue dans le diocèse de Rennes. Plusieurs membres du clergé se présentent au noviciat. En 1826, ils sont quinze membres : huit missionnaires et sept prêtres. L'abbé Tanguy Dubreil, est chargé par l'évêque de Rennes de la cure pour la paroisse de Saint-Méen, en plus de la direction du petit séminaire,.

### L'impulsion donnée par Félicité de la Mennais et Philippe Gerbet
Durant ces années, le milieu intellectuel parisien est propice aux réflexions sur ces questions, à l'échelle de la France. Ainsi, le parcours personnel et intellectuel de Félicité de la Mennais, frère de Jean-Marie de la Mennais, va donner de l'envergure à la congrégation naissante, notamment grâce aux relations qu'il noue à Paris.
Son premier séjour parisien se déroule en 1806, alors qu'il a 22 ans. Durant ce temps, il assiste à des cours au Collège de France et à des conférences de Denis Frayssinous tandis que Jean-Marie de la Mennais assiste à des conférences au séminaire de Saint-Sulpice — dirigé par M. Garnier et M. Émery — . Après le séjour parisien, les deux frères, assignés au repos pour des raisons médicales, entament une période d’études et d’écrits à la Chênaie, résidence familiale située dans les Côtes-du-Nord,. Il y restent pendant un an et demi, rassemblant ainsi une grande quantité d'ouvrages et d'écrits. Le centre de leurs réflexions porte sur la manière dont les institutions religieuses pourraient s'adapter aux besoins du temps, comment améliorer la formation du clergé, renouveler les études, permettre que l'accès à l'éducation ne soit pas limité par l’arbitraire de la fortune. Le séminaire de Saint-Sulpice est considéré par les deux frères comme un modèle de lieu d’étude des sciences ecclésiastiques. De même, les jésuites sont considérés comme une organisation efficace, qu'ils présentent comme un modèle.
Cette réflexion prend la forme d'un ouvrage, intitulé Essai sur l'indifférence en matière de religion, publié par Félicité en plusieurs volumes entre 1817 et 1823. Le livre fait la renommée de son auteur. Ses séjours parisiens sont alors remarqués et de nombreux intellectuels souhaitent le rencontrer, il développe ainsi un réseau relationnel important.
La rencontre avec Philippe Gerbet constitue une étape décisive. Il fait sa connaissance par le biais d'Antoine de Salinis, un ami commun aux deux frères, rencontré à Saint-Sulpice. Antoine de Salinis et Philippe Gerbet, ordonnés prêtres en 1822, sont alors aumôniers au lycée Henri-IV. Dans ce cadre, ils organisent des réunions au cours desquelles les participants discutent et font la critique de livres nouveaux, de sciences, d'histoire, de philosophie, de littérature, avec comme objet principal, la défense de la religion. C'est un groupe de jeunes étudiants croyants, qui constitue une forme d'élite intellectuelle et à laquelle Félicité est associée, il leur rend visite lors de ses séjours parisiens. Il fait alors des allers et retours réguliers entre la Chênaie, son lieu de travail où il compose ses écrits et Paris où il se rend surtout pour régler des affaires en lien avec la vente de ses livres en librairie, ainsi que pour rendre visite à ses collaborateurs. C'est au cours de ces rencontres que Félicité leur expose ses projets d'avenir, à savoir : la création d'une société (communauté) d'ecclésiastiques qui aurait pour vocation d'étudier et d'écrire, pour répondre aux besoins d'adapter les textes à la société actuelle. L'abbé Gerbet, très motivé par le projet de l'abbé de la Mennais, quitte son poste d'aumônier et l'accompagne à la Chênaie, dans la perspective de mettre en œuvre ce projet. Ils arrivent à la Chênaie en janvier 1825, après être passés par Versailles, l'Orne et Rennes.

### Une communauté d’ecclésiastiques à la Chénaie (1825)
Félicité de La Mennais et Philippe Gerbet ont tous les deux un réseau relationnel important dans la capitale lorsqu'ils arrivent à la Chénaie. Le rattachement à la congrégation des prêtres de Saint-Méen n'est pas immédiat. Pour démarrer ils cherchent à regrouper les personnes qui peuvent se livrer à l'étude, la composition et rédaction d'ouvrages, afin de les vendre et de dégager ainsi un revenu permettant d'accroître le groupe de travail et ses moyens.
Ils entament d'abord une recherche de dons en leur nom propre, mais sans mentionner de but explicite pour éviter la censure. Dans les écrits parlant de cette démarche et notamment dans la lettre adressée par l'abbé Gerbet, on relève des formules évasives : « comme il parait que c’est le nom de communauté religieuse qui détermine [le donateur] plus facilement à faire des dons, vous lui présenterez cet établissement comme une communauté d’ecclésiastiques qui se forme pour répondre aux plus grands besoins de la religion ». Le mot congrégation n'est pas employé. C'est pourquoi, dans sa thèse, André Dargis émet l'hypothèse que le projet initial est une forme de communauté sans vœux qui accueillerait indifféremment laïcs et ecclésiastiques, pour étudier, en ayant pour point commun la défense de la religion, avec l'idée de maintenir une certaine liberté, compatible avec les exigences de la vie en commun et la coordination des travaux individuels.
Félicité, par sa recherche de fonds a laissé des témoignages épistolaires de la description de ce projet. Il a l'ambition de fonder un ordre religieux moderne. Il écrit également au pape Léon XII pour lui communiquer son projet auquel il obtient une réponse positive et encourageante.
Cependant la recherche de fonds s'avère difficile et infructueuse. Pourtant, le besoin d'agir se fait pressant : en juin 1828, le roi signe deux ordonnances afin de fermer les collèges de jésuites. L'abbé Gerbet, par son intégration dans le réseau parisien, en tant que journaliste au Mémorial catholique et en tant qu'ancien aumônier du lycée Henri IV, est bien au courant de cela et en informe en détail Félicité de la Mennais. Ces troubles politiques préoccupent ce dernier qui y voit la nécessité d'agir promptement.
Félicité passe donc par-dessus l'hésitation qui le faisait refuser de participer à une congrégation et en accepte le principe. Il continue à accueillir à la Chênaie les jeunes aspirants – clercs ou laïcs – qui postulent à entrer dans la nouvelle congrégation.

### Constitutions et Règles des religieux de Saint-Pierre (1828)
Les Constitutions et Règles des religieux de Saint-Pierre sont rédigées pendant le mois d’août 1828. C'est un document rédigé par les frères de la Mennais. Il s'agit d'une œuvre importante, composée de 169 articles, dont un seul exemplaire manuscrit a été conservé. Selon ce texte, la congrégation est fondée pour combler une lacune considérant qu'« aucun Ordre existant ne peut poursuivre, avec le temps, le retour à une unité catholique universelle ». L'objectif est de rétablir l’autorité du Saint-Siège, d'où la référence à saint Pierre.
La congrégation de Saint-Pierre résulte de l'association du groupe de la Chênaie avec celui de la congrégation des prêtres de Saint-Méen, et des missionnaires de Rennes, après approbation des nouvelles constitutions et règles. Le changement a lieu en septembre 1828, lors de la retraite annuelle à Rennes des membres de la congrégation des prêtres de Saint-Méen. C'est à cette date qu'a lieu l'émission des premiers vœux perpétuels.
Félicité de la Mennais est élu supérieur général à l'unanimité. Tous comptent sur sa notoriété et l’amitié pontificale dont il bénéficie, pour obtenir l’approbation du Saint Siège Jean-Marie de la Mennais, en tant que vicaire général, assure le gouvernement effectif. Mais l’élection est tenue secrète et la nouvelle n’est pas immédiatement transmise à l'évêque Claude-Louis de Lesquen. En effet, le gouvernement français se méfiait de l’abbé de la Mennais, ainsi les membres du nouvel institut craignaient que le gouvernement puisse prendre des mesures de contrôle. De plus, la congrégation n’était pas autorisée légalement , la restauration ayant conservé la législation restrictive de l'empire.
C'est ainsi que se développe l'institut qui devient progressivement un centre intellectuel, au cœur des débats qui opposent gallicanisme et ultramontanisme, qui devient progressivement une école de pensée qualifiée de « mennaisienne ». L'idée fédératrice c'est de défendre « les vraies doctrines, qui sont celles du Saint-Siège, sans ménagement que la politique peut parfois conseiller, liberté et désintéressement apostolique ». Parallèlement, l'abbé Philippe Gerbet propose de créer une association de charité, en vue de mobiliser et d'organiser les lecteurs du Mémorial catholique, dans toutes les régions de France, pour réunir des fonds. En 1830, au moment de la fondation du journal L’Avenir, l'association sera réorganisée et élargie pour devenir l'Agence pour la défense de la liberté religieuse.
L’un des premiers but de la nouvelle congrégation c'est de former le clergé aux méthodes scientifiques modernes, dans une perspective d'apostolat afin de réconcilier science et croyance, partant du principe que « c’est principalement par la science qu’il faut travailler à rétablir l’ordre providentiel ».

## Une organisation répartie en plusieurs lieux

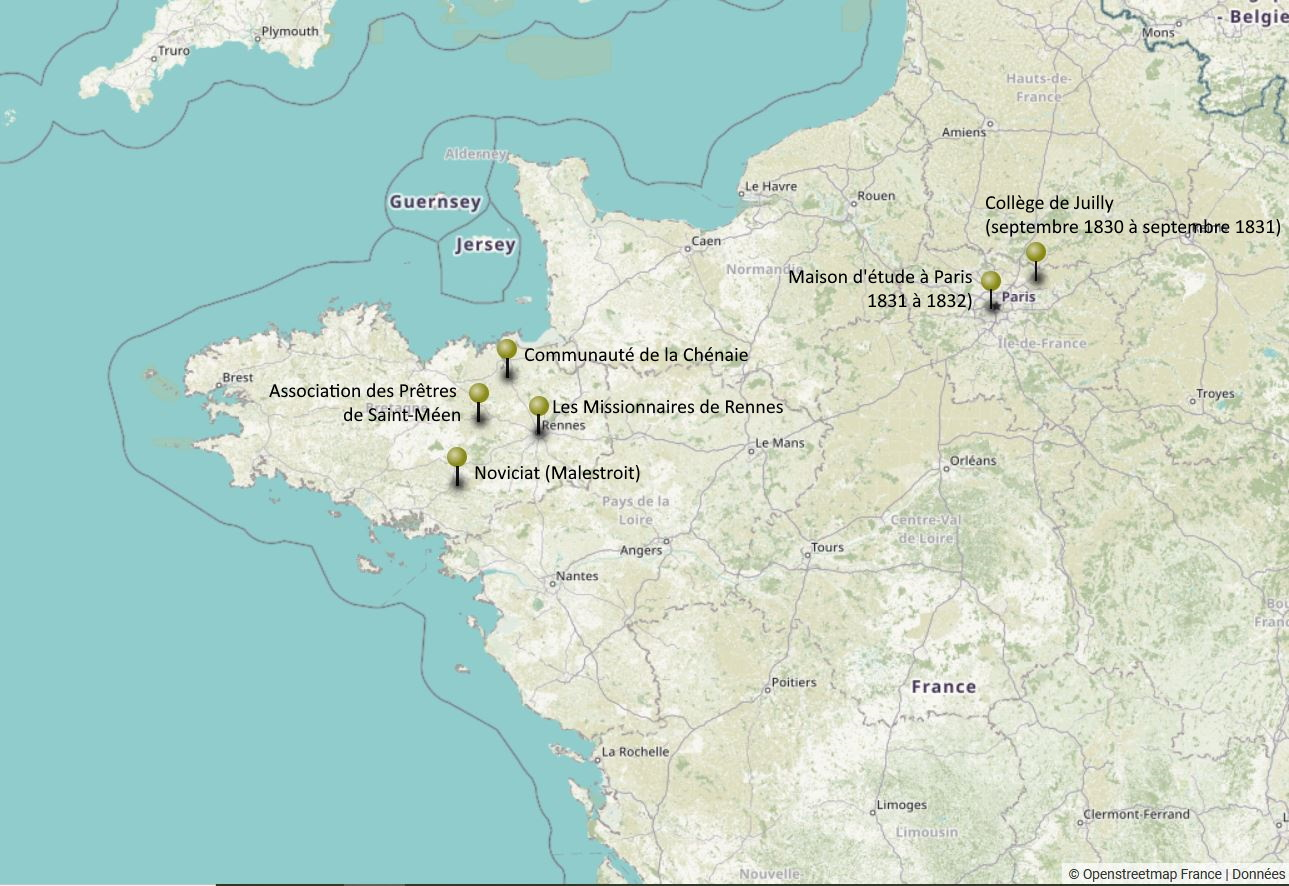
Implantation des établissements de la congrégation de Saint-Pierre.

La congrégation, initialement composée d'une vingtaine de membres, est localisée en plusieurs endroits. Les deux implantations historiques sont maintenues : les missionnaires prédicateurs à Rennes, le petit séminaire de Saint-Méen. Mais de nouveaux établissements s'ajoutent à cet ensemble. Un séminaire est installé à Malestroit pour accueillir les novices. La Chénaie, résidence familiale des frères de la Mennais située en Ille et Vilaine, accueille une communauté mouvante, qui est parfois qualifiée d'école (« l'école de la Chénaie »), autour de l'hôte : Félicité de la Mennais. La congrégation fonde également une communauté éphémère à Paris et prend la direction du collège de Juilly durant une année.

### Noviciat de Malestroit

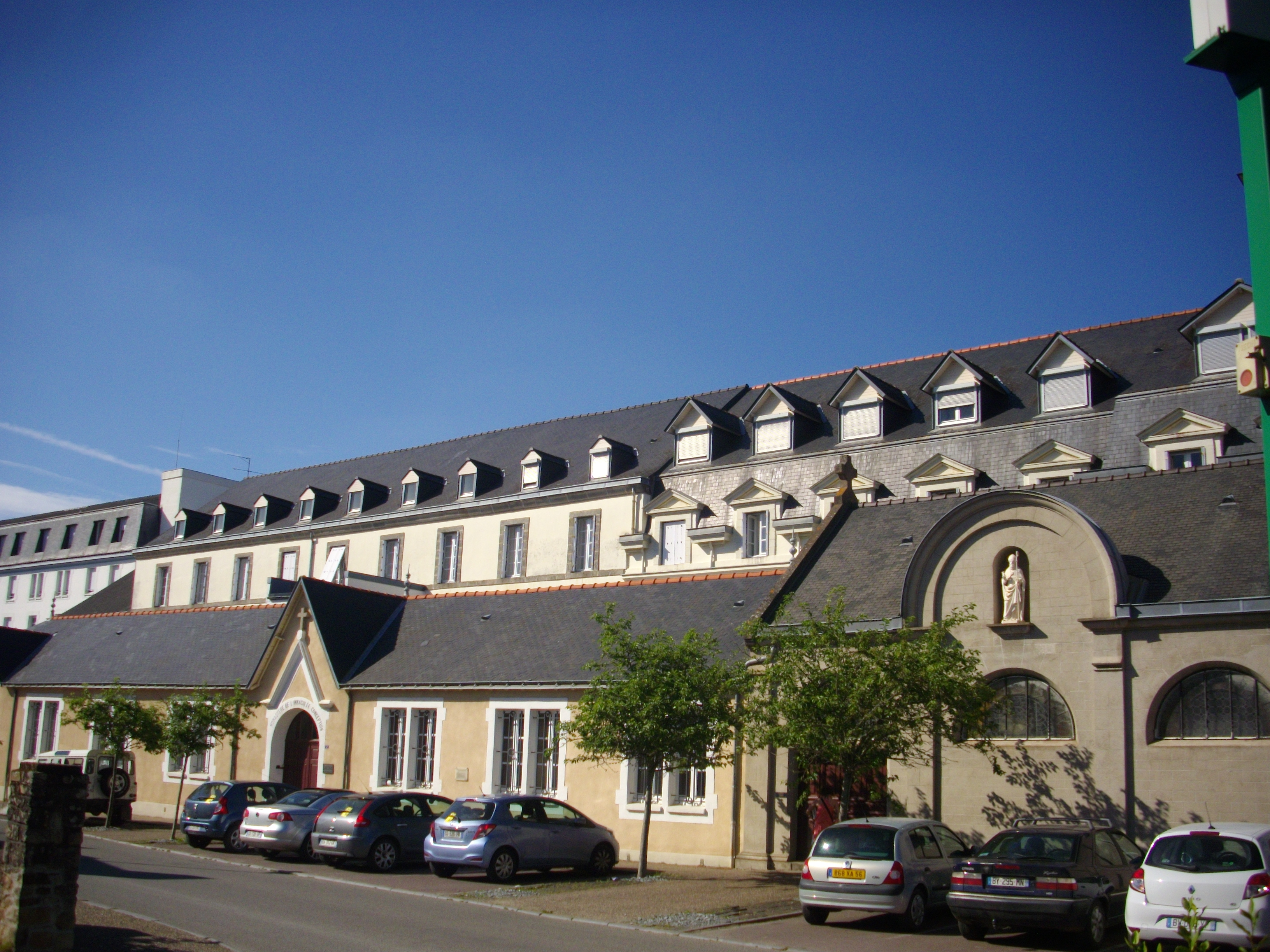
Ancien couvent des Ursulines, maison d'étude de la congrégation de Saint-Pierre (actuelle clinique des Augustines)

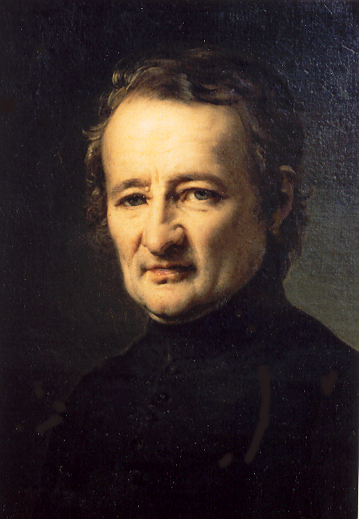
Jean-Marie de la Mennais, vicaire général de la congrégation de Saint-Pierre

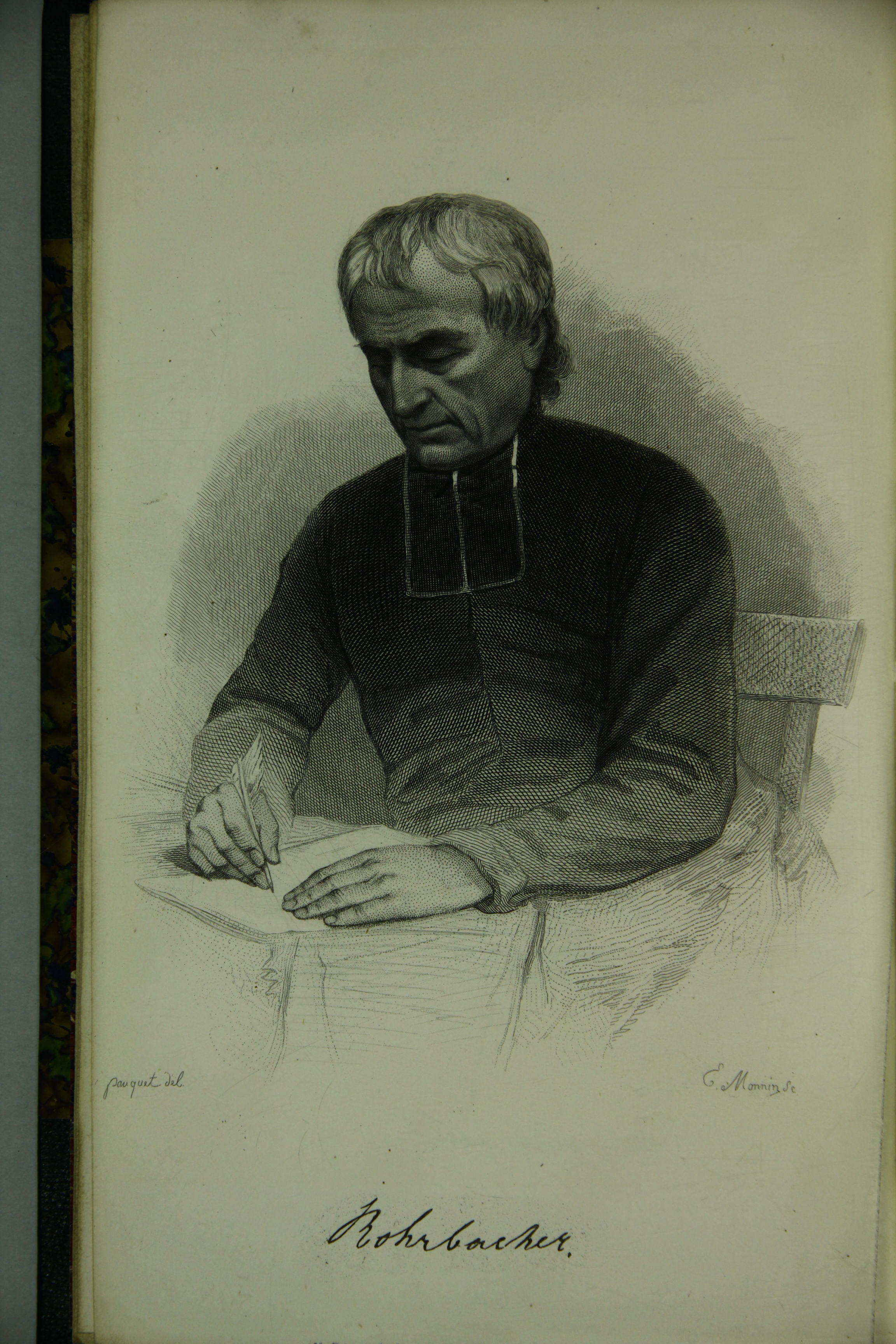
René François Rohrbacher, chargé des cours de théologie et de philosophie à la maison d'études de Malestroit

Le noviciat de la congrégation de Saint-Pierre est implanté à Malestroit, dès la fin de l'été 1828, dans les bâtiments de l'ancien couvent des sœurs Ursulines, que la congrégation vient d'acquérir. Cette maison d'étude fait office de noviciat et de séminaire.
L'équipe enseignante est composée de quatre abbés. Dès le départ, la direction est confiée à l’abbé Pierre-Simon Blanc qui, pour cela, quitte son poste de professeur à Besançon. Il est également chargé des cours de philosophie. René François Rohrbacher — qui est à la fois l'ami de Félicité de la Mennais et le premier novice de la congrégation de Saint-Pierre —, dirige les études philosophiques et théologiques en tant que spécialiste du sens commun . L’abbé Bouteloup prend la charge de l'économat lorsque l’abbé Persahais est nommé vicaire à la paroisse de Saint-Méen-Le-Grand. L’abbé Bornet est maître des novices, chargé des cours de littérature. Jean-Marie de la Mennais assure la surveillance du noviciat et l'admission des novices tout en ayant d'autres responsabilités dans le diocèse.
Le règlement est peu différent de celui d'autres noviciats de cette période. Après le lever à 5 h, la journée commence par une méditation d’une demi-heure suivie de la messe. Ensuite, le temps est consacré aux études théologiques ou philosophiques, à la lecture d’ouvrages assignés, suivies d'une conférence de l’abbé Rohrbacher, jusqu’à 11 h. Puis le repas est accompagné d’une lecture de l’histoire ecclésiastique et suivi d'une heure de détente (travail au jardin, jeu de quilles ou promenade). À 14 h, chacun dit en particulier le chapelet suivi d'un travail en chambre jusqu’à 19 h afin d'étudier les langues et la littérature, qu'elle soit ecclésiastique ou profane (Dante, Shakespeare, etc.). Chacun doit ainsi composer pendant la semaine, un travail en latin, en tâchant d’imiter les modèles de l’Antiquité. La journée de travail s'achève à 19 h 30, heure du souper,.
Les méthodes d’enseignement des professeurs de Malestroit rompent avec les habitudes du fait que les enseignants font peu usage des manuels traditionnels. Les élèves rédigent eux-mêmes leur traité de théologie, d’après les ouvrages qui leur étaient indiqués par le professeur. Pendant qu’un élève préparait un traité de théologie, il lisait à la conférence les divers travaux composés sur le traité précédent, de sorte que chacun pouvait profiter de ce qu’avaient fait les autres.
Une autre originalité du séminaire tient dans la place accordée aux langues étrangères. Les études du soir étaient exclusivement consacrées à la littérature et aux langues. Ceci était une exigence de Félicité de la Mennais, qui considérait que « le vrai n’est accessible à la plupart des hommes que lorsqu’il est présenté sous des formes gracieuses ». Pour mettre en application ce principe, la connaissance des langues vivantes est rendue obligatoire au séminaire de Malestroit, pour initier l’esprit des élèves aux découvertes scientifiques et historiques, au même titre que la connaissance des langues anciennes est nécessaire pour former le style.
D'après les témoignages laissés par Charles Sainte-Foi dans son ouvrage Souvenirs de jeunesse, on sait que parmi les langues proposées, trois sont obligatoires : l'hébreu, le grec et le latin. Les autres sont facultatives : le sanskrit, l'arabe, le persan, le chaldéen, le chinois, l'allemand, l'anglais, l'italien, etc. Pendant les promenades qui avaient lieu une fois par semaine, les élèves avaient obligation parler une langue étrangère. Certains novices étudient en même temps cinq ou six langues,.
Le témoignage de Jean-François de Hercé, donne un aperçu de l'ouverture d'esprit qui règne dans la maison d'études. Il parle d'une composition qu'il a écrite sur l'existence de Dieu, conformément aux témoignages de divers peuples, faisant une étude comparative de Platon et Confucius : « en dehors de la doctrine philosophique du sens commun et des doctrines théologiques relatives à la puissance du pape, chacun pouvait exprimer librement son opinion pourvu qu’elle n’ait rien de contraire aux dogmes définis par l’Église. On encourageait même dans leurs efforts, ceux d’entre nous qui cherchaient à concilier avec la foi, certaines opinions, singulières en apparence, en prouvant qu’elles avaient été soutenues par quelque docteur recommandable sans que l’Église l’en ait blâmé ».
Enfin, la dernière innovation du séminaire, c'est la place accordée à la presse écrite : le journal quotidien est livré à Malestroit, ainsi que quatre journaux périodiques, et leur lecture fait partie intégrante de la journée de travail. Chaque étudiant doit y consacrer trois quarts d’heure par jour et, comme pour toute autre lecture, prendre des notes, faire des analyses et des comptes rendus de l'ecture. Les étudiants de Malestroit rédigent également des articles pour les journaux, ce qui leur permet, avec la rémunération qu'ils en obtiennent, d’acheter des ouvrages pour enrichir la bibliothèque du noviciat. Pendant ces années, le Mémorial catholique — qui a pour principaux rédacteurs La Mennais, Gerbet, de Salinis et O’Mahoni — est en quelque sorte le journal officiel de la congrégation de Saint-Pierre .
Ces méthodes de travail originales ont été diversement appréciées par les contemporains et par les historiens. Jugées parfois novatrices et intéressantes, elles ont aussi été décriées. Cependant le résultat est n'est pas à la hauteur de leurs espoirs : sur les 70 aspirants qui passent à Malestroit, en cinq ans, seul un petit nombre s’engage dans la société par des voeux définitifs.

### Communauté de la Chênaie

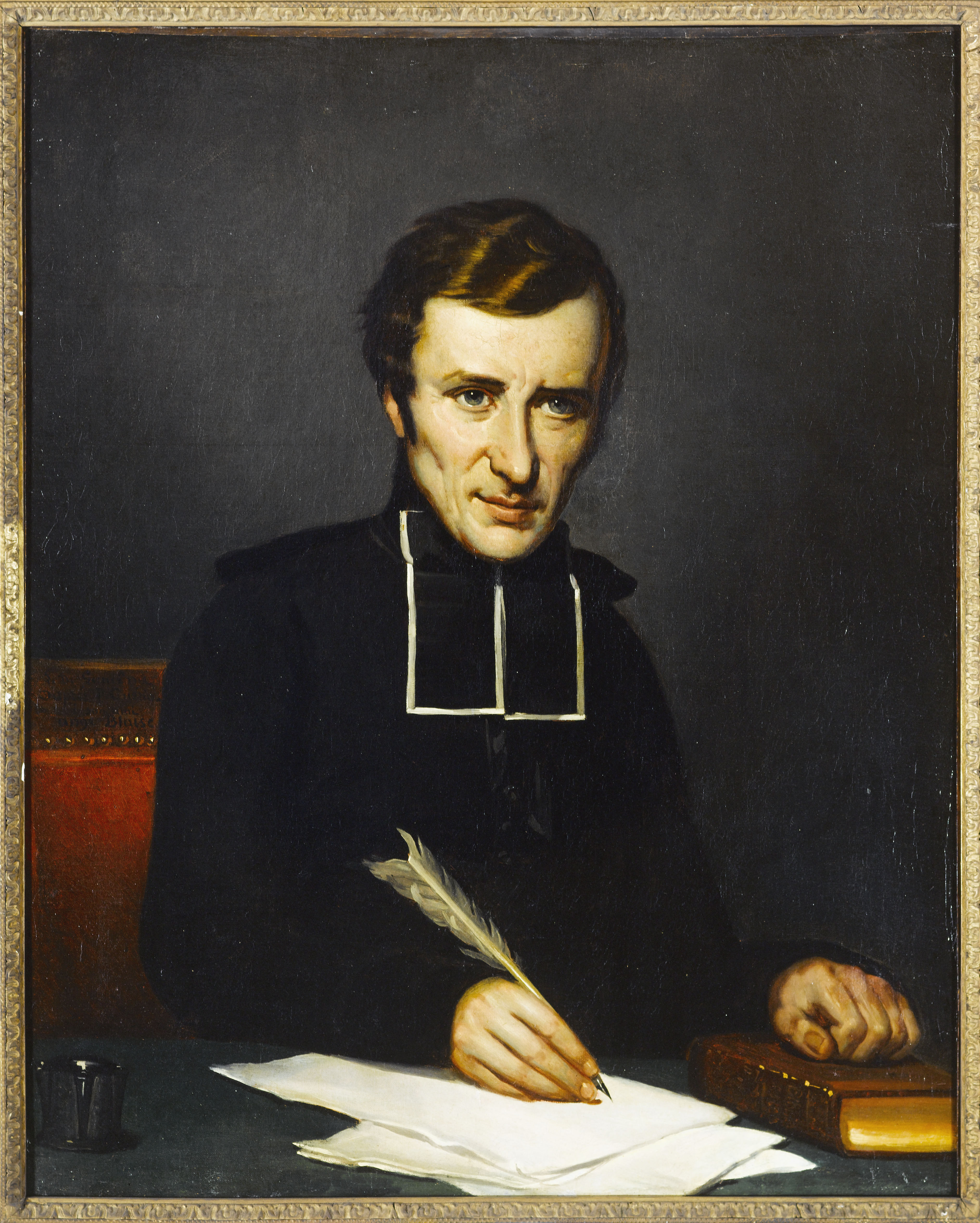
Portrait de l'abbé Félicité de la Mennais par L. D. Lancôme.

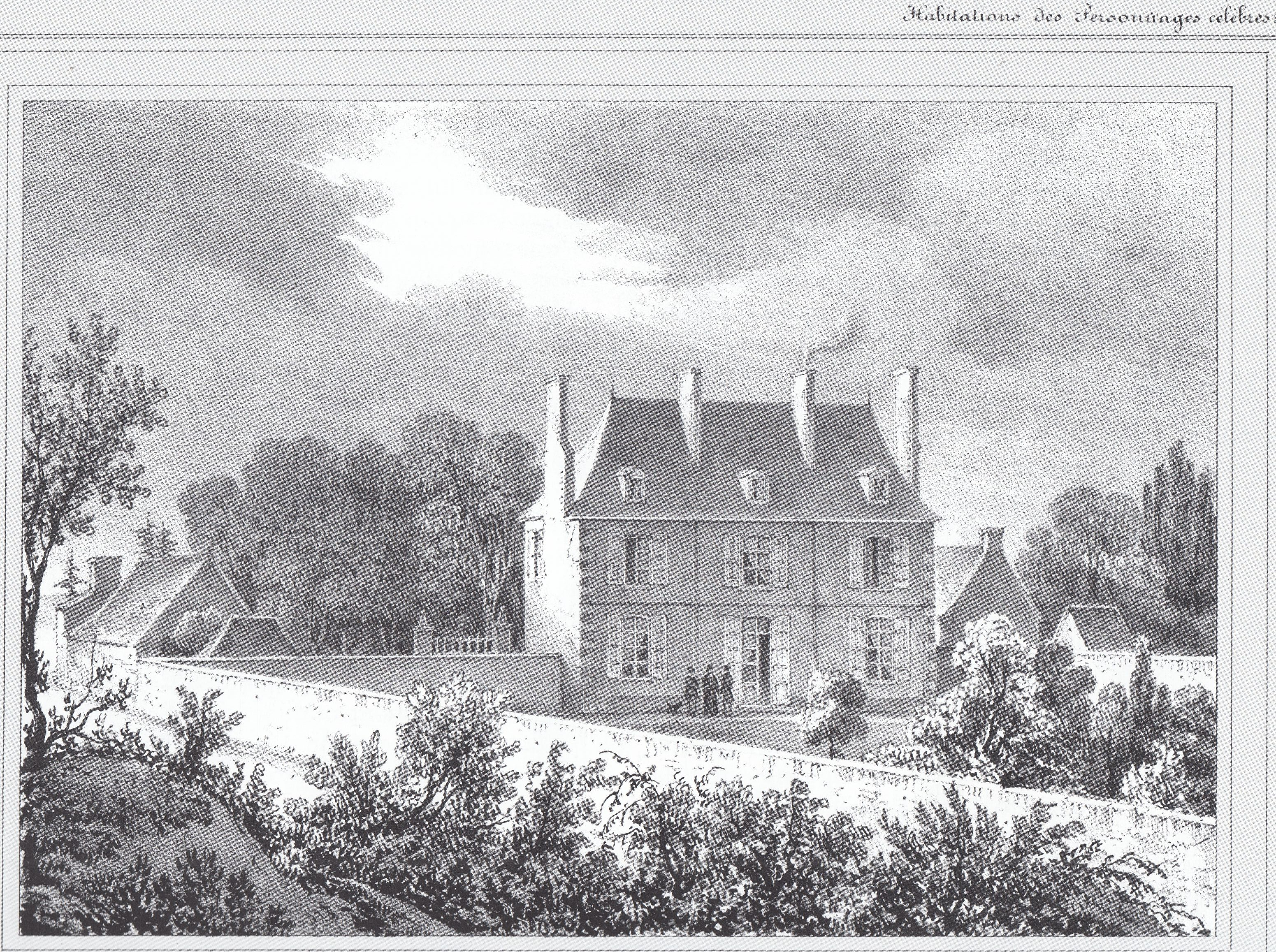
Lithographie représentant l'abbé Félicité de la Mennais à la Chênaie.

La communauté de la Chênaie, est animée par le supérieur général : Félicité de la Mennais, qui se charge d'enseigner les langues étrangères (italien, anglais, hébreu), la philosophie, la théologie, il est secondé par Philippe Gerbet. Mais la communauté est ouverte, beaucoup de gens viennent de passage, pour se former ponctuellement ou dans la perspective du sacerdoce.
Les journées sont surtout composées de temps d'étude personnelle en théologie. Il s’agit de se concentrer sur l’étude des Pères de l'Église, des Saintes Écritures et de l’histoire ecclésiastique. En effet, la bibliothèque de la propriété de la famille de la Mennais à la Chénaie comporte quelque 12 000 ouvrages. Il y a aussi bien des ouvrages classiques qu'un dictionnaire de sanskrit et d'autres ouvrages rares.

D'après un témoignage d’Éloi Jourdain, qui a participé à la communauté de la Chênaie : 
« il n’y a pas de règlement strict. À part les repas et les conférences faites par Félicité de la Mennais et l’abbé Gerbet qui constituent des moments d'écoute obligatoire. Sinon, chacun travaille comme il le souhaite, se lève et se couche quand il le veut, avec des temps de récréations, des promenades. L'arrivée chaque matin des lettres et des journaux donne le ton de la journée, selon les nouvelles. Beaucoup de temps est consacré à l’étude où chacun peut choisir parmi ses affinités intellectuelles : littérature, philosophie, langues. Seules deux doctrines ne peuvent pas être critiquées : l'ultramontanisme et l'infaillibilité pontificale. Tout le reste, est sujet d'échange, dans le respect des règles de l'Église »,.
Concernant l'aspect spirituel : il est suggéré plutôt qu’imposé, pour respecter la liberté de chacun. C’est Félicité de la Mennais qui dit la messe. Il y a des temps de confessions, des chants et des cantiques .
Mais les habitants et étudiants de la Chênaie vivent retirés du monde extérieur, ce qui présente un intérêt pour la réalisation de travaux d'études. Mais a pu être mal compris et mal interprété par les contemporains, voyant en cela, un isolement, voire : un terreau d'idées jugées incompatibles avec le dogme.

### Projet inabouti d'installation d'une université catholique à New-York
En 1830, Jean Dubois, évêque du diocèse de New York, se rend en France afin de recruter des prêtres désireux de le seconder dans son diocèse. Probablement sur indication de l’abbé Bruté de Rémur — qui avait déjà correspondu avec les frères de la Mennais — le prélat s’adresse à Félicité, en tant que supérieur général, pour lui demander l’aide de ses religieux, notamment pour la fondation d’une université catholique américaine. En effet, Jean Dubois perçoit que le développement de la ville de New-York rend ce projet nécessaire. Félicité de la Mennais le met en lien avec Henri Lacordaire, qui confirme, en mai 1830, son intention de se joindre au groupe en partance vers les États-Unis. Cependant, la révolution de juillet 1830 empêche la réalisation du projet.

### Collège de Juilly (septembre 1830 à septembre 1831)

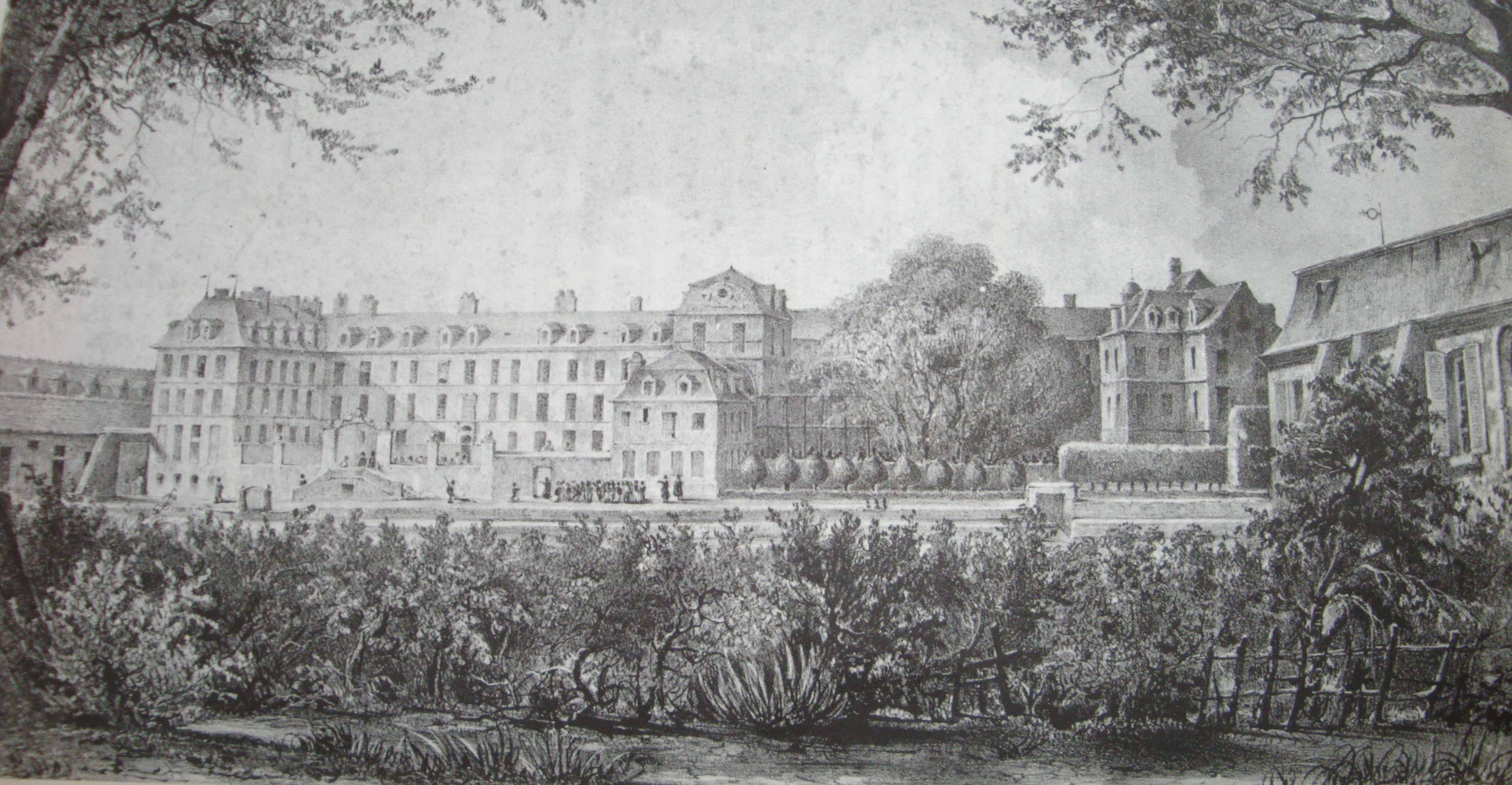
Le collège de Juilly au XIXe siècle

Le collège de Juilly a une renommée ancienne. C'était un centre intellectuel, dirigé par les prêtres de la congrégation de l'Oratoire jusqu'à la Révolution française mais les prêtres de l'Oratoire ont eu des difficultés à reconstituer et conserver le collège. En juillet 1828, il est cédé aux abbés Casimir de Scorbiac, Antoine de Salinis et Caire.
Salinis, qui entretient une amitié proche avec la Mennais, l’informe de toutes les démarches jusqu’à l'ouverture du collège, le 15 octobre 1828, lui envoyant également le prospectus faisant la publicité de l'établissement. La Mennais lui transmet tout son soutien et diffuse l'information en Bretagne.
Les événements de juillet 1830, fragilisent l'établissement et les directeurs cherchent à transmettre le collège à une congrégation enseignante. Par l'attachement qu'ils portent à Félicité de la Mennais et les liens d’amitiés qui les unissent déjà à plusieurs des religieux de Saint-Pierre, c'est vers cette congrégation qu'ils se tournent. Gerbet et La Mennais sont intéressés par l’œuvre de Juilly et acceptent d'en prendre la direction.
C’est à partir de septembre 1830 que les membres de la Chênaie se fixent à Juilly. Certains membres de la congrégation participent de manière active à la vie du collège mais la plupart d'entre eux continuent les études telles qu’ils les menaient en Bretagne. Parmi les membres de la congrégation qui enseignent, l'abbé Mathurin Houet enseigne la philosophie et reste jusqu’en 1832, L'abbé Bornet s’occupe de la classe de seconde jusqu’en 1832, l'abbé Alexandre Hamelin exerce les fonctions de préfet de discipline et M. Jacotin est professeur de quatrième et de mathématiques élémentaires jusqu’en 1835.
MM. de Scorbiac et de Salinis quittent la direction du collège étant en désaccord avec certains écrits du journal l'Avenir. En septembre 1831, Félicité de la Mennais quitte la direction du collège. Seuls trois ou quatre religieux de Saint-Pierre y restent encore un an. Les autres quittent le collège de Juilly et vont s’installer à Paris, avec Félicité, pour y fonder une maison d'étude au plus proche des infrastructures d'études de la capitale (bibliothèques, conférences publiques).

## Lespèlerins de la libertéet la désapprobation des doctrines par le pape

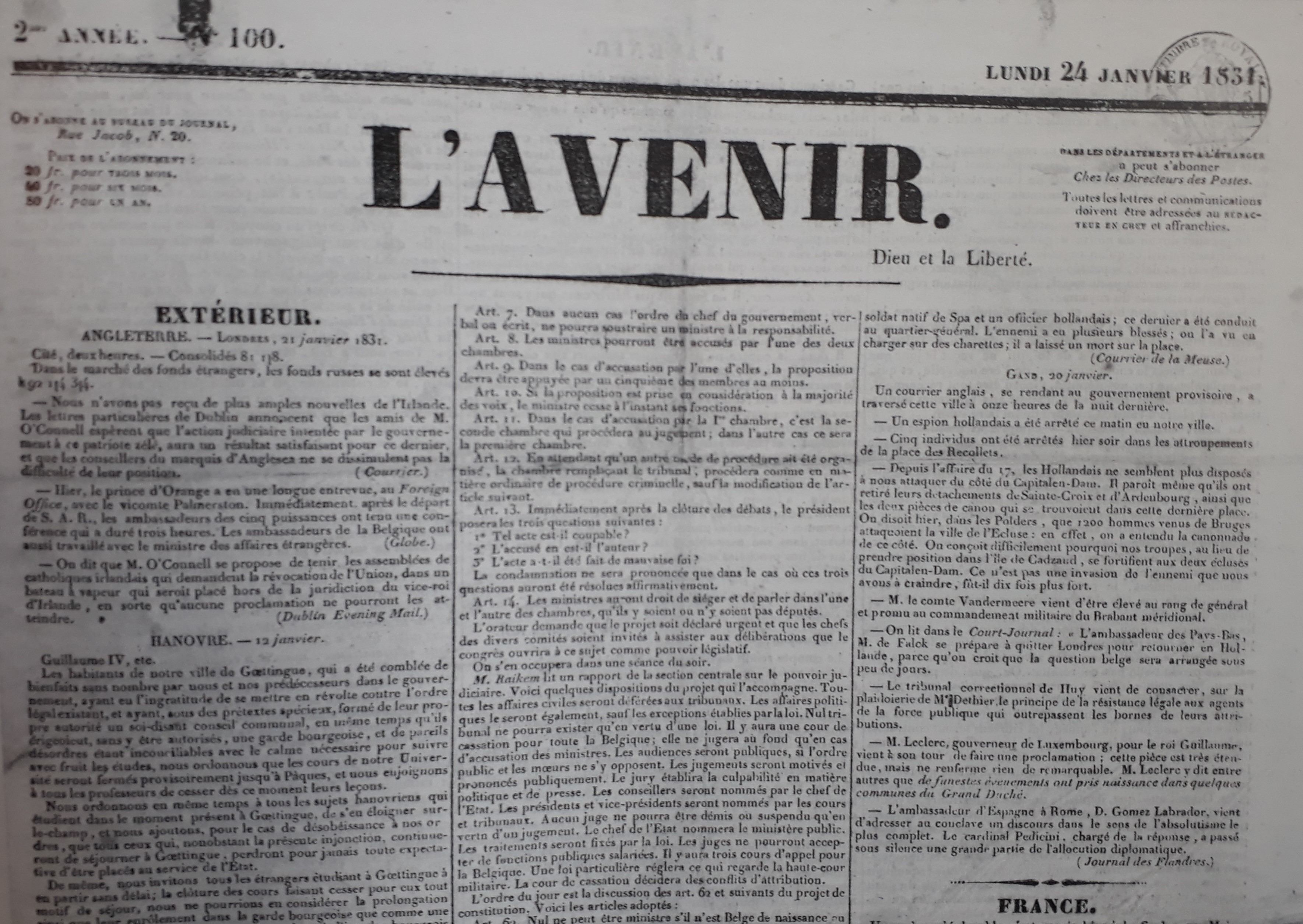
Le journal l'Avenir, dont la devise était Dieu et la liberté.

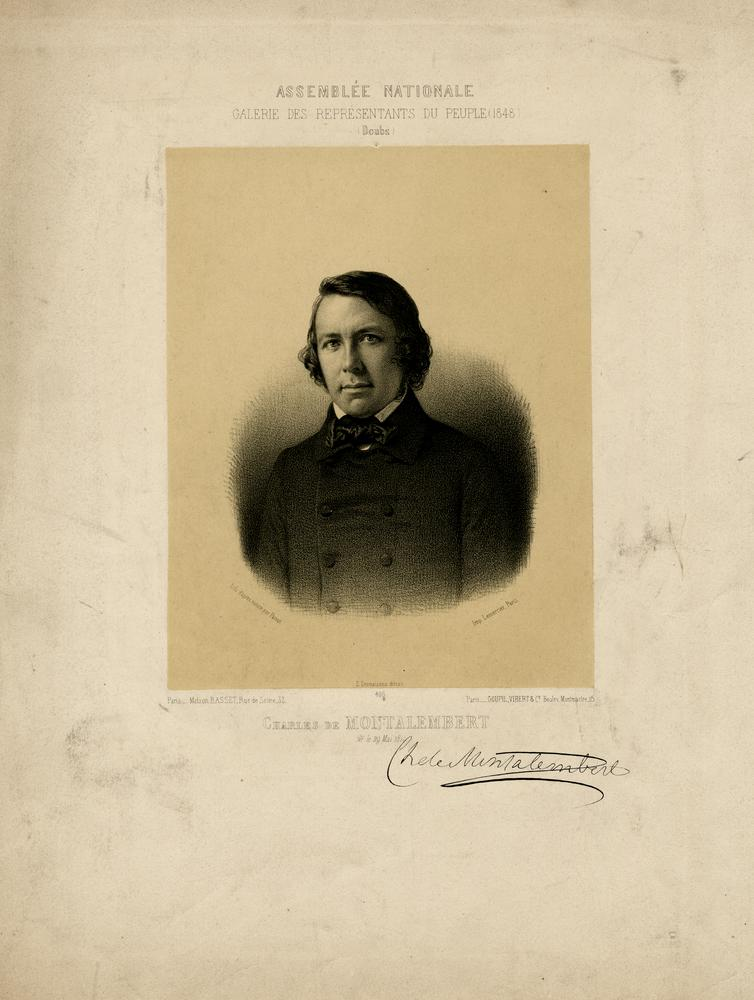
Charles Forbes, comte de Montalembert.

De profonds bouleversements des idées sont occasionnés au cours de la Révolution de Juillet 1830 et de nombreux journaux émergent à cette période, relayant les débats. C'est le cas du journal l'Avenir animé par Félicité de la Mennais, Charles de Montalembert, M. Harel de Tancrel et Philippe Gerbet. Le premier numéro sort de presse le 16 octobre 1830. En novembre de la même année, lorsque la révolution contre le tsar Nicolas Ier de Russie éclate à Varsovie, le journal se fait le porte-parole de la cause des Polonais insurgés.
A la fin de l'insurrection, en juin 1832, le pape Grégoire XVI adresse un bref aux évêques catholiques de Pologne dans lequel il blâme ceux qui ont dirigé la rébellion et il les exhorte tous à se soumettre à l’autorité légitime du tsar. Ainsi Félicité de la Mennais s’adresse au cardinal Thomas Weld au nom de tous les rédacteurs de l'Avenir et lui demande de présenter au pape Grégoire XVI la déclaration des doctrines qui étaient les leurs, la réponse obtenue n'est pas favorable.

### L'encycliqueMirari vos: désapprobation des doctrines par le pape

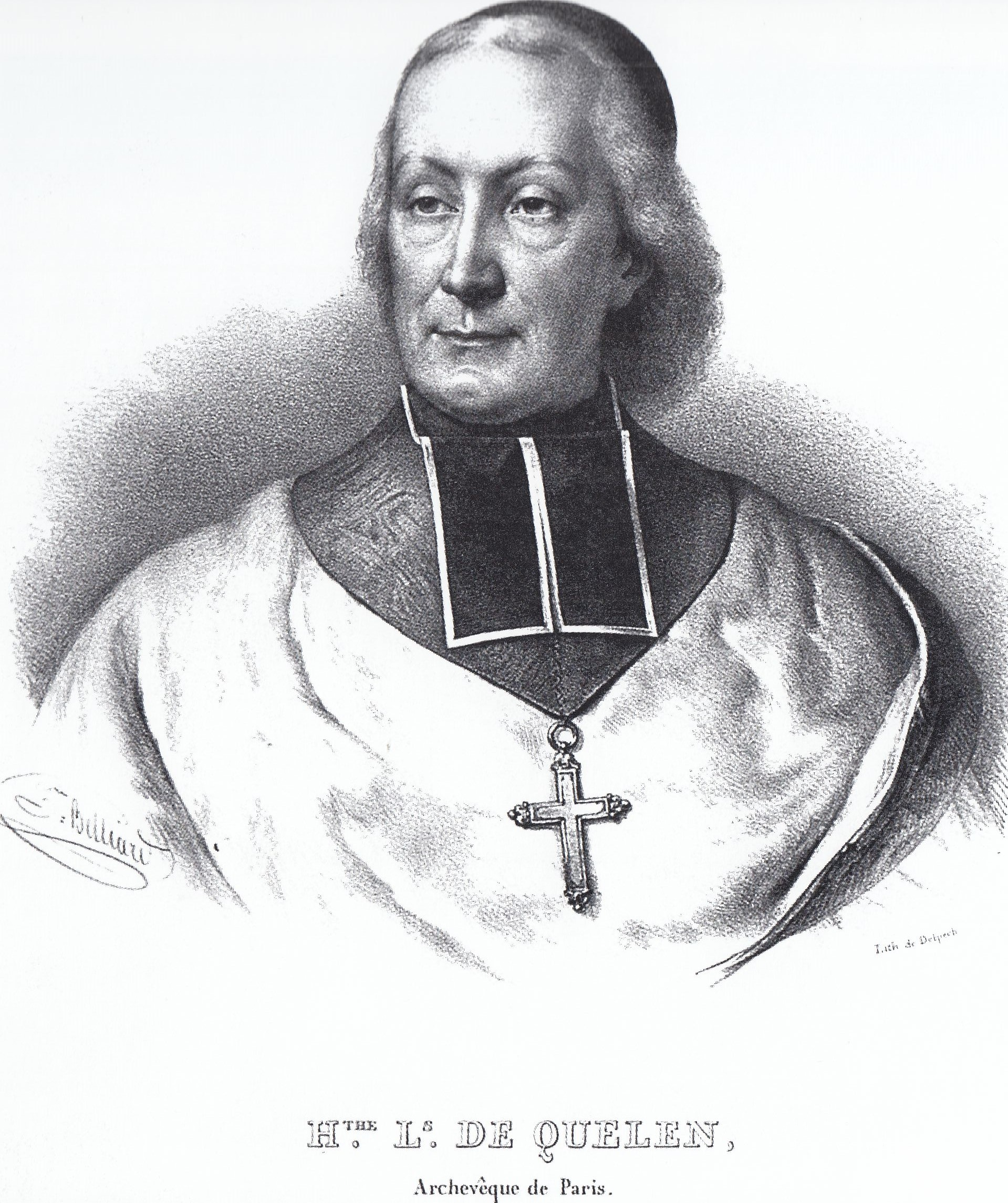
Hyacinthe-Louis de Quélen, archevêque de Paris

En novembre 1831, Félicité de la Mennais et ses collaborateurs prennent la décision de suspendre la publication de l'Avenir. Henri Lacordaire propose de se rendre à Rome à la rencontre du pape Grégoire XVI « pour justifier nos intentions, lui soumettre nos pensées et donner dans cette démarche éclatante une preuve de sincérité et d’orthodoxie ». Félicité de la Mennais et Henri Lacordaire ont au préalable une entrevue avec l'archevêque de Paris, Hyacinthe-Louis de Quélen. Ce dernier fait part de son point de vue, retranscrit dans un rapport qu'il adresse au cardinal Bernetti : 
« si vous vous étiez contenté de soutenir les vrais intérêts de la religion, de défendre le dogme, la discipline, les prêtres, de réclamer contre les injustices et les outrages dont le catholicisme est victime, vous auriez eu pour vous tous les évêques et les hommes de bien mais vous vous êtes mis en tête de ruiner le système actuel d’administration ecclésiastique, pour lui en substituer un autre qui n’est ni défendable ni utile et vous avez mêlé aux questions religieuses d’absurdes principes politiques ; vous avez pris le langage des journaux démagogues, vous avez loué et prêché la révolution et vous vous plaignez que les évêques, le clergé et les bons catholiques vous blâment. Si vous aviez eu le dessin d’aller à Rome sans bruit, pour vous éclairer sur la valeur de vos doctrines, la chose serait simple et sans inconvénient mais vous avez annoncé votre voyage et son but solennellement et vous voilà dans une position déplorable. Vous ne pouvez espérer que le pape vous approuve, soit parce qu’il n’y est point personnellement disposé, soit qu’il sait que l’épiscopat en France vous est contraire et qu’il doit plus d’égard à l’épiscopat qu’à vos personnes. »
La Mennais, Montalembert et Henri Lacordaire, partent pour Rome afin de sommer le pape de dire clairement s’il les approuve ou non, car d'après les écrits de la Mennais « il n’était plus possible de supporter la frénétique opposition de la plupart des évêques ».
Le pape reçoit leur demande et leur soumet l'idée de retourner en France le temps que les questions délicates et difficiles soient traitées. Henri Lacordaire respecte cette demande et rentre en France. La Mennais et Montalembert restent et séjournent durant sept mois à Rome.
Henri Lacordaire part s’installer à Munich où il rencontre la Mennais et Montalembert qui s’y sont arrêtés pendant leur voyage de retour vers la France. C’est à cette occasion, en août 1832, que tous les trois apprennent que Grégoire XVI vient de publier l'encyclique Mirari vos, datée du 15 août 1832, qui est défavorable aux doctrines de l'Avenir.

### Démission de Félicité de la Mennais et publication du livreParoles de croyant
À la suite de l'encyclique, dans un premier temps Félicité de la Mennais rédige une déclaration officielle de soumission à l’encyclique, signée également par tous les rédacteurs du journal l'Avenir qui cesse d'être publié, après 13 mois de parution,. Cependant, il continue de négocier le contenu philosophique et sa portée. Si bien que, les divisions rendent la situation instable. Claude-Louis de Lesquen, évêque de Rennes, exige la démission de Félicité de la Mennais en tant que supérieur général de la congrégation, il lui demande de cesser de la diriger. Puis, il est interdit par l'évêque, dans le diocèse de Rennes, c’est-à-dire qu’il n’a plus le droit d’y célébrer la messe, d’y prêcher ou d’y confesser, et ce, jusqu’à la rédaction d’une nouvelle déclaration de soumission à l’encyclique, ce qu'il fait en décembre 1833. Cependant, il fait paraitre, en avril 1834, le livre Paroles d’un croyant dans lequel il expose de façon poétique, des propos où la religion sert à promouvoir la liberté,.

### Des débats philosophiques autour de la théorie du sens commun
L'encyclique Singulari Nos, parue le 15 juillet 1834, condamne le livre Paroles d’un croyant et plus généralement, la philosophie du sens commun. Les études menées en ce sens, conduisent à avoir un regard critique sur la philosophie qui base la raison individuelle comme fondement de réflexion, et pose la question de la connaissance : qu'est ce que connaitre avec certitude ? Les études, et les écrits, condamnées par l'encyclique, indiquent que trois voies existent pour la quête de la vérité : les sens, le sentiment (l'intuition) et le raisonnement, afin de tenter de démontrer que l'autorité infaillible du genre humain est supérieure à la raison individuelle,. Cependant, dans le débat qui oppose les religieux de la congrégation à la suite du texte émis par le pape, un grand nombre de prêtres du diocèse de Rennes sont d’avis que c'est aussi la philosophie du sens commun, en tant que « système catholico-philosophique » enseigné au petit séminaire de Saint-Méen et au noviciat de Malestroit, qui est condamnée purement et simplement par l’encyclique.

## Fin de la Congrégation de Saint-Pierre
À la suite de désaccords parmi les missionnaires de Rennes, l'abbé Coëdro, en tant que supérieur, s'inquiète de la tournure des événements. Il contacte Jean-Marie de la Mennais, à ce sujet. L'évêque de Rennes, Claude-Louis de Lesquen entérine les désaccords, et prend position en faveur d'une dissolution de la congrégation, dans un courrier qu'il adresse à Jean-Marie de la Mennais en 1834. L'évêque lui demande, à ce qu'il quitte ses fonctions. Une nouvelle élection est organisée, l'abbé Coëdro est élu en tant que supérieur, et la société reprend le nom de « Société des prêtres de Saint-Méen », avec comme objectif, de servir les besoins spirituels du diocèse,.

## Bilan et postérité
L'existence de la congrégation de Saint-Pierre fut brève, à peine six années, mais elle fut marquée par un nombre important d'expérimentations, de toutes natures : séminaire, direction d'un collège d'enseignement catholique, missions d'évangélisation, rédaction d'ouvrages de philosophie chrétienne, à une époque où ces initiatives étaient souvent très contrôlées voire interdites. Les réflexions, élaborées pendant six années ont influencé des personnalités, et contribué à l'essor du catholicisme libéral. Ces théories, parfois qualifiées de mennaisiennes, continuent de se diffuser à travers l’enseignement, la presse, durant la fin du XIXe siècle, par les initiatives de ceux qui ont pu travailler ensemble durant ces années. Que ce soit les cours de philosophie religieuse dispensés au collège de Juilly ou bien les revues telles que les Annales de philosophie chrétienne, L’Université catholique. Le catholicisme social, et la modernisation de l’Église catholique, son intérêt porté sur les questions sociales au moment du bouleversement de la révolution industrielle et du statut des ouvriers, qui se développe par la suite, prend racine à cette période de l'histoire et la congrégation de Saint-Pierre est un jalon parmi d'autres de cette évolution.
Dans la lignée des mouvements néocatholique et romantique, les mennaisiens ont surtout été préoccupées d’esthétique et d’art chrétiens pour leurs publications. Après la condamnation pontificale, le mouvement mennaisien prend plutôt la forme d'un développement esthétique du dogme, qui prend modèle sur l’art médiéval, conçu comme la représentation totalisante du sacré par opposition aux siècles classiques considérés comme élitiste,.
L'échec du mouvement qualifié de mennaisien a cependant été la source de nombre d'idées modernes et entériné une singularité de la Bretagne, avec un recrutement important de prêtres au XIXe siècle et une attention portée sur la qualité de la formation qui leur est proposée.

Personnalités ayant travaillé à l'élaboration d'idées dans le cadre du projet de congrégation
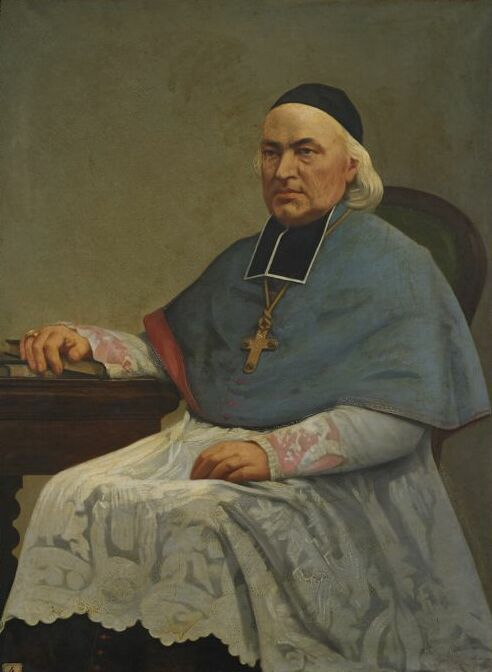
Philippe Gerbet
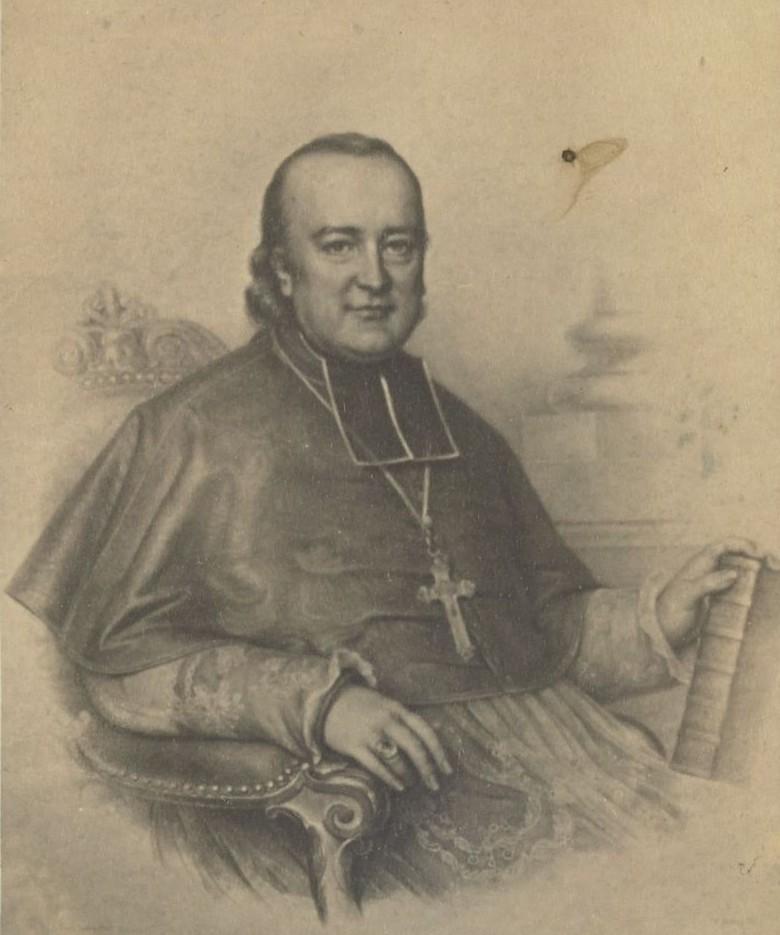
Antoine de Salinis
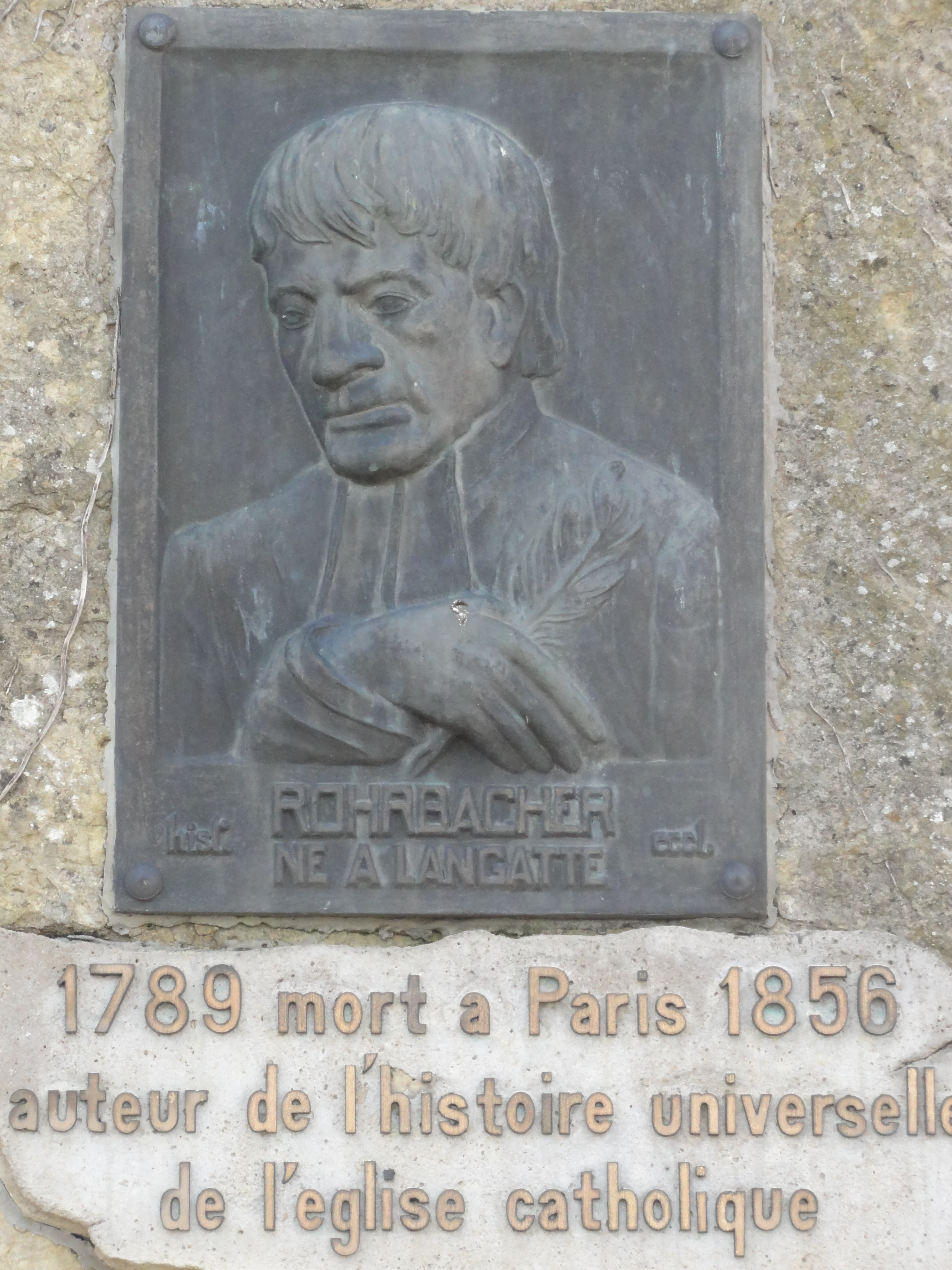
René François Rohrbacher
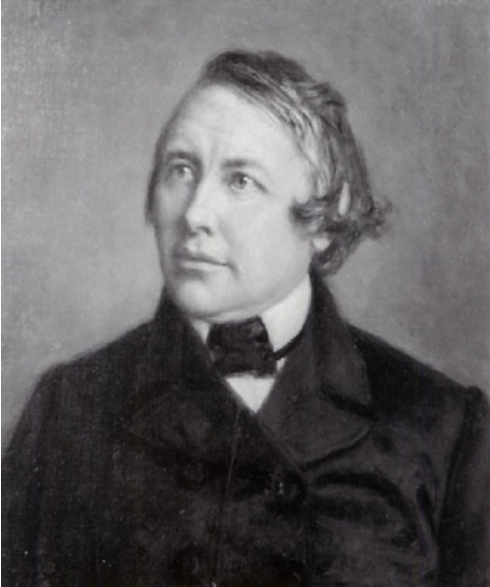
Charles Forbes de Montalembert
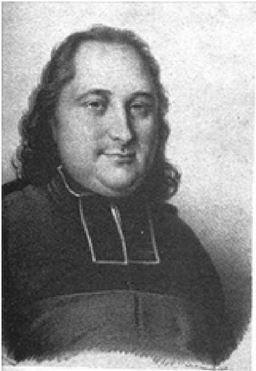
Casimir de Scorbiac
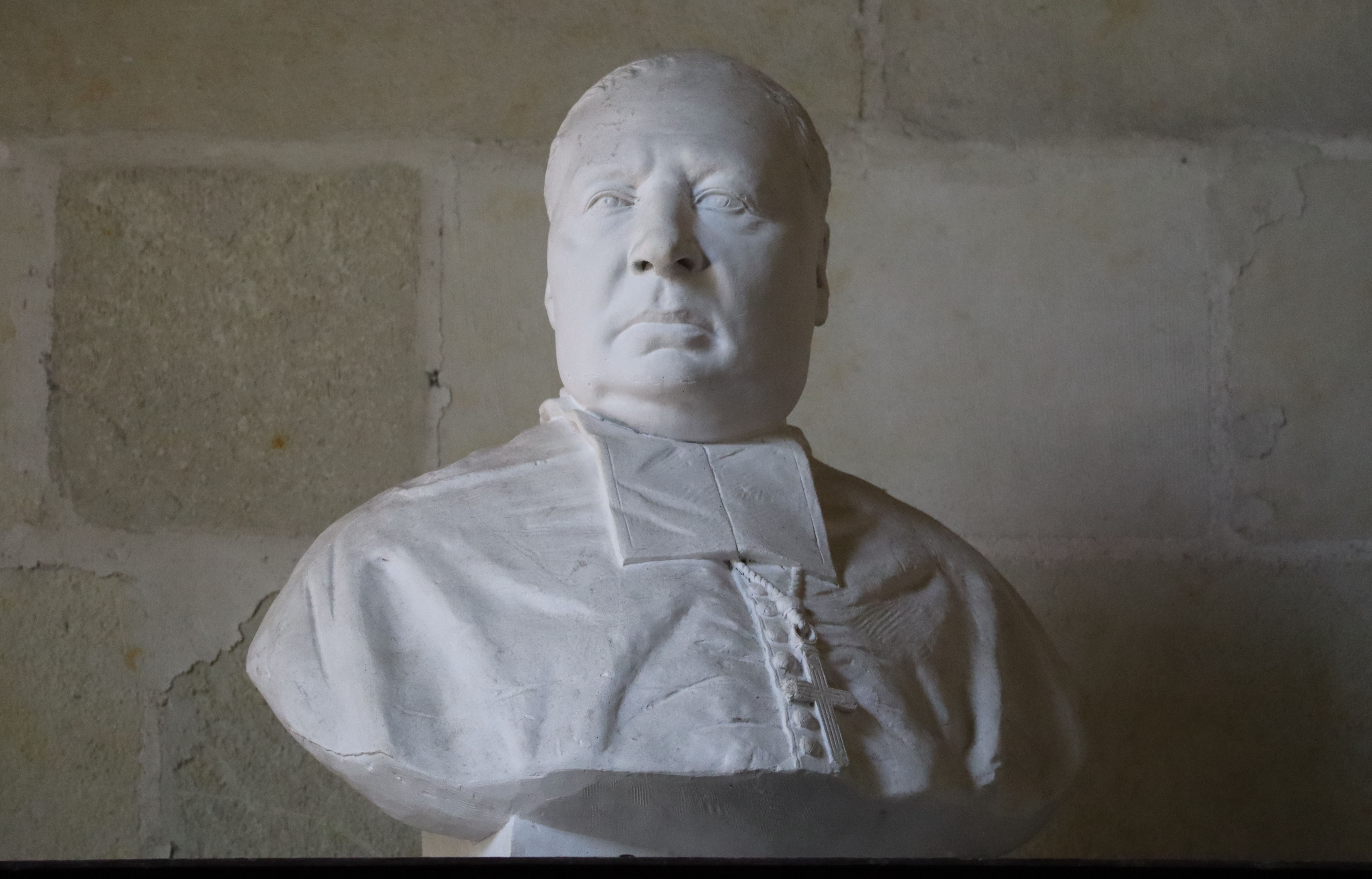
Jean-François de Hercé
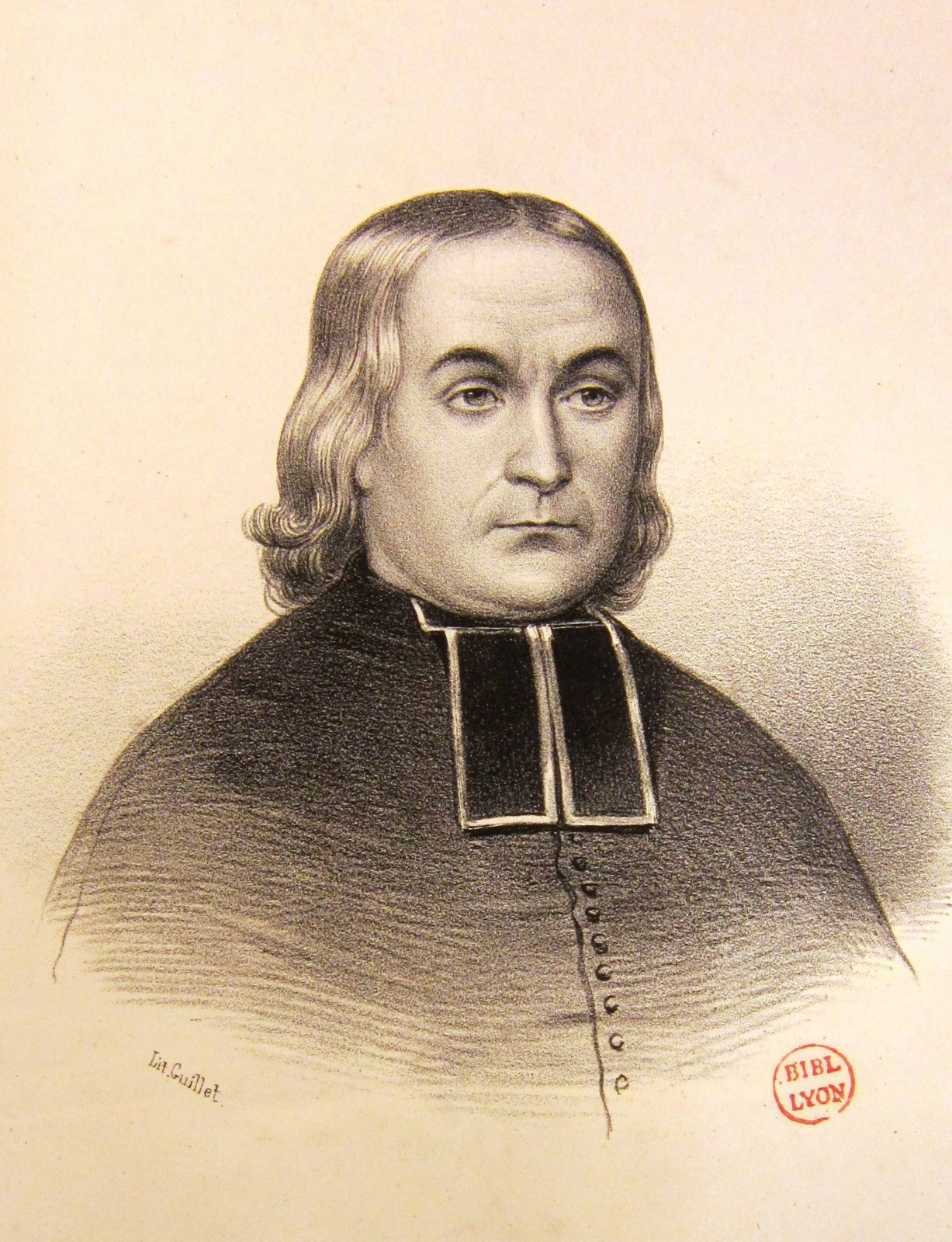
Théodore Combalot
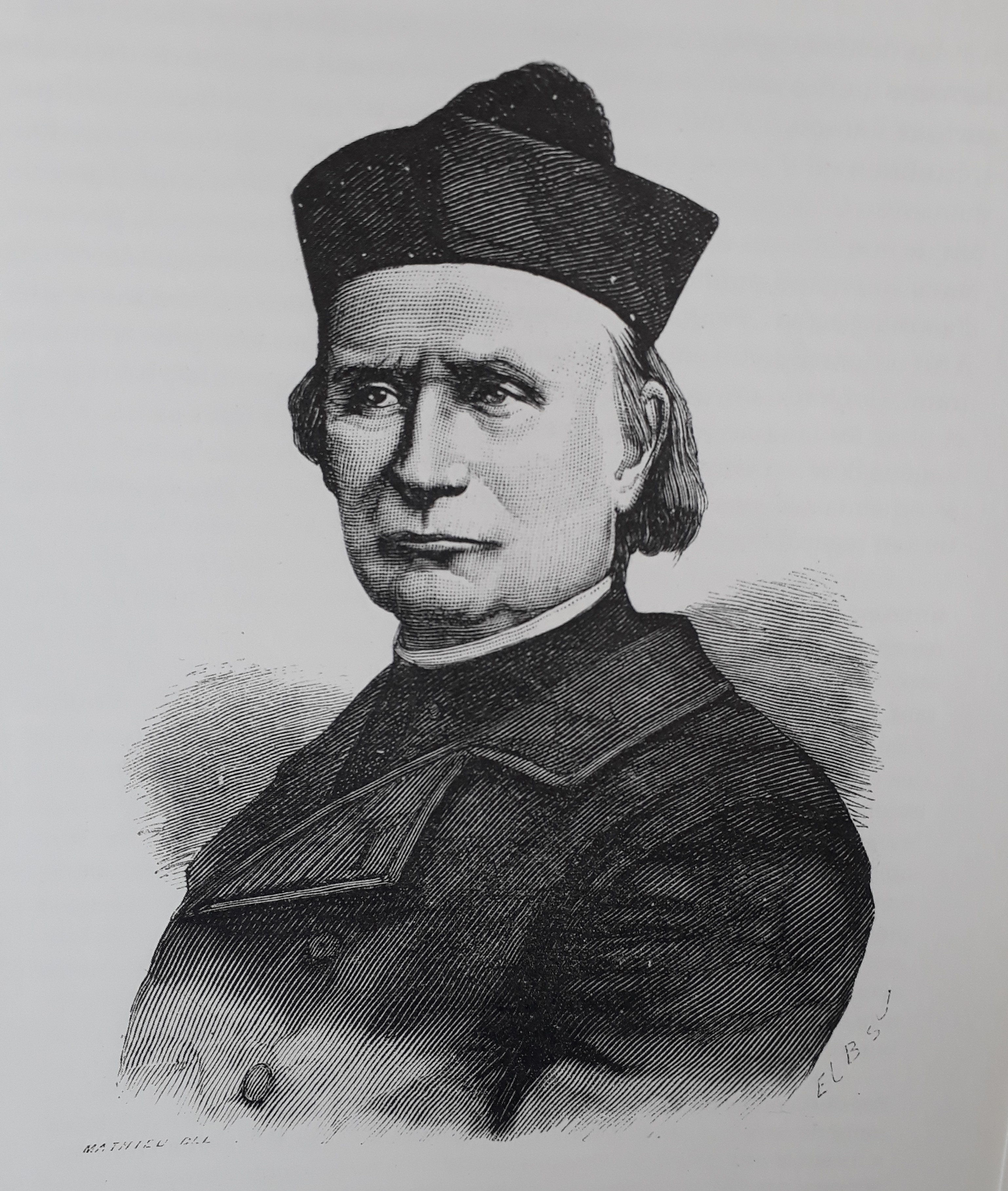
Eugène Boré (qui participe également avec son frère : Léon Boré)
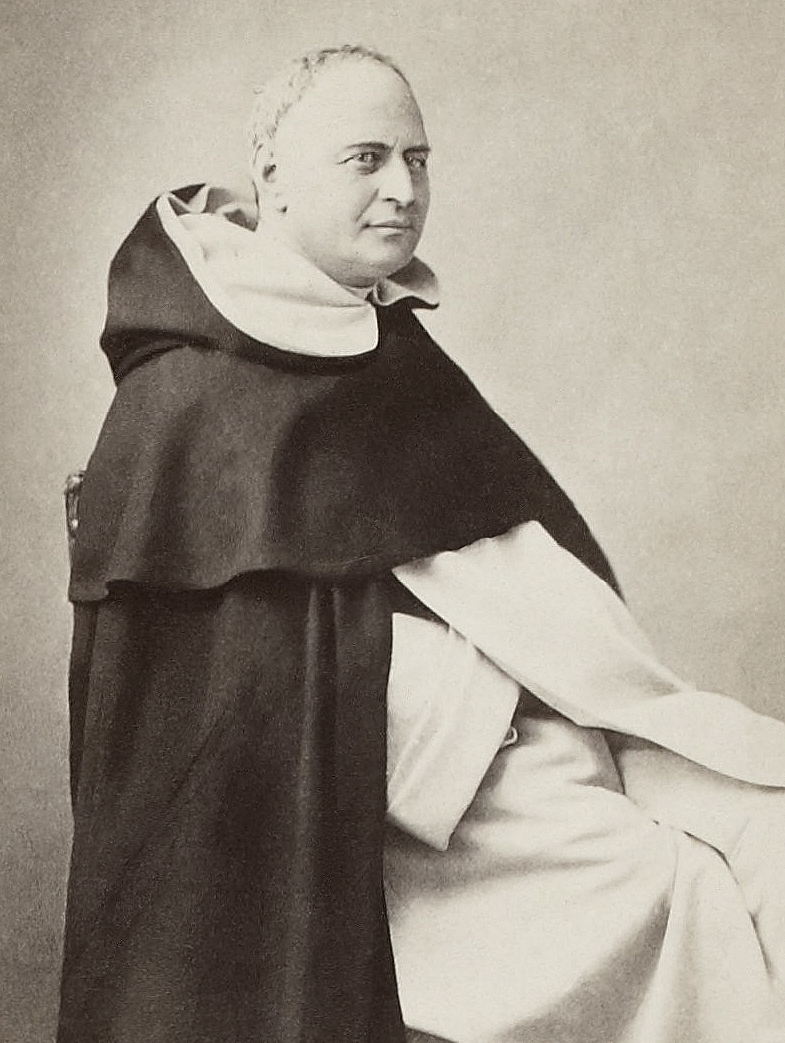
Henri Lacordaire
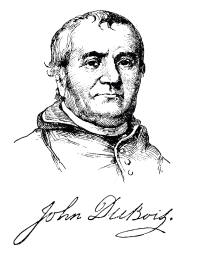
Jean Dubois (évêque)